# Bob Greacen
Robert Alexander Greacen (ur. 15 września 1947 w Merchantville) – amerykański koszykarz, występujący na pozycji niskiego skrzydłowego, mistrz NBA z 1971.
W 1965 poprowadził szkolna drużynę Merchantville do mistrzostwa stanu grupy II NJSIAA.
W 1969 oprócz wyboru w drafcie NBA, został też wybrany w naborze do ligi ABA przez zespół Miami Floridians.

## Osiągnięcia

### NCAA
- 3. miejsce podczas turnieju National Invitation Tournament (NIT – 1967)

### NBA
- Mistrz NBA (1971)[1]